# Nicandra john-tyleriana
Nicandra john-tyleriana är en potatisväxtart som beskrevs av S.Leiva och Pereyra. Nicandra john-tyleriana ingår i släktet ballongblommor, och familjen potatisväxter. Inga underarter finns listade i Catalogue of Life.